# Tsukumi
Tsukumi (japanska: 津久見市?, Tsukumi-shi) är en stad i Ōita prefektur i södra Japan. Staden fick stadsrättigheter 1951.